# Alexandre Bertin
Pour les articles homonymes, voir Bertin.
Alexandre Bertin, né à Fécamp le 12 juin 1853 et mort à Paris 14e le 1er mars 1934, est un peintre naturaliste français.

## Biographie
Alexandre Bertin fait ses études à Bolbec puis est l'élève de Cabanel à l'école des beaux-arts de Paris. Il expose régulièrement au salon des artistes français, dont il devient sociétaire, jusqu’en 1920. Il obtient une mention honorable en 1889. Il y expose en 1900 une Ramasseuse de bois mort. Il meurt à son domicile au no 70 avenue du Maine à Paris et est inhumé au cimetière du Père-Lachaise (75e division).

## Quelques œuvres
- Philémon et Baucis (portrait d'un couple de vieux paysans), HST, 1888 (présentée au salon de 1888)
- Portrait de femme à la robe rose, HST, 1892, (vente étude Cornette de Saint-Cyr, 2010)
- Primavera (1899, portrait d'une fillette en rouge), HST, 55 × 45,5 (vente Christie's, Londres, 2010)
- Ramasseuse de bois mort (1900, exposée au salon des artistes français)
- Portrait de petite fille aux rubans, HST, 130 × 97 (vente aux enchères Champion & Rusel, Angleterre, 2000)
- Portrait de Mademoiselle Marthe Penissol de Hautefeuille, musée municipal de Coulommiers, ancienne chapelle des Capucins
- Les Ramasseurs de coquillage au soleil couchant, HST, (vente étude Cornette de Saint-Cyr, 2010)
- Portrait d'Onésime Frébourg, sauveteur fécampois, Fécamp, musée des Pêcheries
- Portrait du sculpteur Robert Delandre, HST, 1916, musée d'Elbeuf
- Les Funérailles de Hoche
- Sapho
- Le Martyre de Sainte Honorine
- La Mort d'Abel